# Sippsvans
Sippsvans (Anemopsis californica) är en art i familjen ödlesvansväxter och förekommer naturligt i Nordamerika, från västra och centrala USA till norra Mexiko. Arten är monotypisk, det vill säga, den enda arten i släktet. Sippsvans växter på våta kärrlika platser, ofta nära kusten.
Släktet skall inte förväxlas med porslinsanemonsläktet (Anemonopsis) som har ett snarlikt vetenskapligt namn.

## Synonymer
Anemia californica Nutt.
Anemopsis bolanderi DC.
Anemopsis californica var. subglabra Kelso
Anemopsis californica var. typica Kelso
Anemopsis ludovici-salvatoris Willk.
Houttuynia bolanderi (DC.) Benth. & Hook.f. ex B.D.Jacks. nom. inval.
Houttuynia californica (Nutt.) Brandegee